# Menesia vittata
Menesia vittata là một loài bọ cánh cứng trong họ Cerambycidae.